# Anoplophora jiangfenglingensis
Anoplophora jiangfenglingensis är en skalbaggsart som beskrevs av Hua 1989. Anoplophora jiangfenglingensis ingår i släktet Anoplophora och familjen långhorningar. Inga underarter finns listade i Catalogue of Life.